# Aguiar da Beira
Aguiar da Beira é um vila portuguesa sede do Município de Aguiar da Beira do Distrito da Guarda, inserida na região do Centro (Região das Beiras) e sub-região Viseu Dão-Lafões, que fazia parte da antiga província da Beira Alta. 
Com sede na vila de Aguiar da Beira que se ergue a 781 m de altitude, este município tem 206,75 km² de área e 5 302 habitantes (2023), subdividido em 10 freguesias. O Município de Aguiar da Beira é limitado a norte pelo município de Sernancelhe, a leste por Trancoso, a sudeste por Fornos de Algodres, a sudoeste por Penalva do Castelo e a oeste por Sátão.

## História

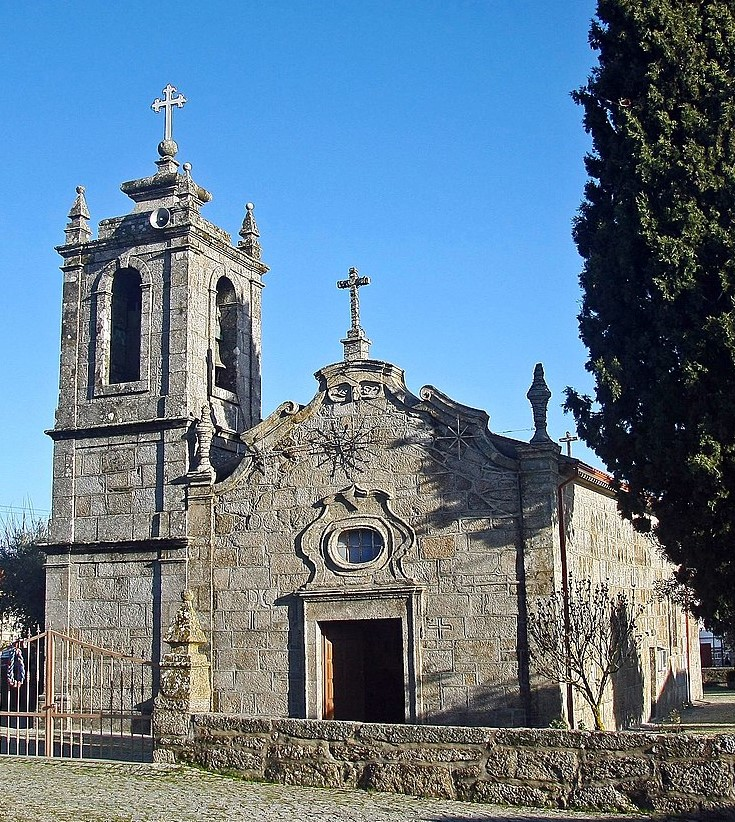
Igreja de Souto de Aguiar da Beira

Aguiar da Beira é uma vila muito antiga e não se conhece a sua origem exata. Inclui apenas a localidade de Aguiar da Beira.
De entre os lugares do município, somente Aguiar da Beira tem estatuto de vila, sendo os restantes aldeias.
O concelho de Aguiar da Beira recebeu foral em 1258.

## Freguesias

Freguesias do município de Aguiar da Beira.

O Município de Aguiar da Beira está dividido em 10 freguesias:
- Aguiar da Beira e Coruche (sede)
- Carapito
- Cortiçada
- Dornelas
- Eirado
- Forninhos
- Pena Verde
- Pinheiro
- Sequeiros e Gradiz
- Souto de Aguiar da Beira e Valverde

## Património
- Torre do Relógio;
- Fonte Ameada;
- Pelourinho.

## Economia
O setor primário é o setor económico com maior expressão no município. Na fruticultura, o município tem uma produção anual na ordem de quatro mil toneladas de maçã, bem como cerca de 150 toneladas de castanha.  Outro produto importante na economia de Aguiar da Beira é o Queijo Serra da Estrela, existindo sete queijarias licenciadas na região.

## Gastronomia
O míscaro é um produto endógeno e abundante no município de Aguiar da Beira, pelo que existem numerosos pratos locais que têm este produto como ingrediente.
Aguiar da Beira pertence à Região Demarcada do Queijo Serra da Estrela, tendo seis queijarias licenciadas, bem como três unidades de transformação de leite.

## Ilustres nascidos no município
- Dias Loureiro
- Joaquim de Santa Rosa de Viterbo

## Geminações
A vila de Aguiar da Beira é geminada com a seguinte cidade:
- Lisdoonvarna, Condado de Clare, Irlanda (desde 11 de Outubro de 1998)

## Evolução da população do município
De acordo com os dados do INE o distrito da Guarda registou em 2021 um decréscimo populacional na ordem dos 11.1% relativamente aos resultados do censo de 2011. No concelho de Aguiar da Beira esse decréscimo rondou os 4.4%. 

| Número de habitantes residentes*         | Número de habitantes residentes* | Número de habitantes residentes* | Número de habitantes residentes* | Número de habitantes residentes* | Número de habitantes residentes* | Número de habitantes residentes* | Número de habitantes residentes* | Número de habitantes residentes* | Número de habitantes residentes* | Número de habitantes residentes* | Número de habitantes residentes* | Número de habitantes residentes* | Número de habitantes residentes* | Número de habitantes residentes* | Número de habitantes residentes* |
| ---------------------------------------- | -------------------------------- | -------------------------------- | -------------------------------- | -------------------------------- | -------------------------------- | -------------------------------- | -------------------------------- | -------------------------------- | -------------------------------- | -------------------------------- | -------------------------------- | -------------------------------- | -------------------------------- | -------------------------------- | -------------------------------- |
| 1864                                     | 1878                             | 1890                             | 1900                             | 1911                             | 1920                             | 1930                             | 1940                             | 1950                             | 1960                             | 1970                             | 1981                             | 1991                             | 2001                             | 2011                             | 2021                             |
| 6 909                                    | 7 566                            | 8 053                            | 8 466                            | 8 919                            | 8 635                            | 8 545                            | 9 625                            | 10 177                           | 10 215                           | 8 464                            | 7 285                            | 6 725                            | 6 247                            | 5 473                            | 5 231                            |
| Número de habitantes por grupo etário ** |                                  |                                  |                                  |                                  |                                  |                                  |                                  |                                  |                                  |                                  |                                  |                                  |                                  |                                  |                                  |
|                                          |                                  |                                  | 1900                             | 1911                             | 1920                             | 1930                             | 1940                             | 1950                             | 1960                             | 1970                             | 1981                             | 1991                             | 2001                             | 2011                             | 2021                             |
| 0-14 Anos                                | 0-14 Anos                        | 0-14 Anos                        | 2 771                            | 3 162                            | 3 063                            | 3 102                            | 3 471                            | 3 522                            | 3 430                            | 2 765                            | 1 912                            | 1 427                            | 949                              | 611                              | 435                              |
| 15-24 Anos                               | 15-24 Anos                       | 15-24 Anos                       | 1 559                            | 1 424                            | 1 467                            | 1 573                            | 1 496                            | 1 684                            | 1 690                            | 1 460                            | 1 264                            | 1 010                            | 840                              | 564                              | 414                              |
| 25-64 Anos                               | 25-64 Anos                       | 25-64 Anos                       | 3545                             | 3718                             | 3573                             | 3619                             | 3891                             | 4145                             | 4196                             | 3510                             | 2955                             | 2892                             | 2912                             | 2659                             | 2370                             |
| = ou > 65 Anos                           | = ou > 65 Anos                   | = ou > 65 Anos                   | 530                              | 539                              | 504                              | 588                              | 657                              | 797                              | 899                              | 830                              | 1154                             | 1396                             | 1546                             | 1639                             | 2012                             |

- Número de habitantes "residentes", ou seja, que tinham a residência oficial neste concelho à data em que os censos  se realizaram.

- - De 1900 a 1950 os dados referem-se à população "de facto", ou seja, que estava presente no concelho à data em que os censos se realizaram. Daí que se registem algumas diferenças relativamente à designada população residente

## Política

### Eleições autárquicas[14]
| Data | %       | V       | %      | V      | %            | V            | %     | V   | %              | V  | %              | V   | %              | V   | %  | V  | Participação |                |
| Data | PPD/PSD | PPD/PSD | CDS-PP | CDS-PP | FEPU/APU/CDU | FEPU/APU/CDU | AD    | AD  | PS             | PS | PRD            | PRD | GCE            | GCE | CH | CH | Participação |                |
| ---- | ------- | ------- | ------ | ------ | ------------ | ------------ | ----- | --- | -------------- | -- | -------------- | --- | -------------- | --- | -- | -- | ------------ | -------------- |
| Data | 1976    | 50,02   | 3      | 43,09  | 2            | 1,70         | -     |     |                |    |                |     |                |     |    |    |              | 61,96 / 100,00 |
| 1979 | AD      | AD      | AD     | AD     | 2,30         | -            | 86,51 | 5   | 7,58           | -  | 62,06 / 100,00 |     |                |     |    |    |              |                |
| 1982 | 29,56   | 1       | 60,01  | 4      | 1,61         | -            |       |     | 3,30           | -  | 77,34 / 100,00 |     |                |     |    |    |              |                |
| 1985 | 29,72   | 2       | 48,81  | 3      | 1,15         | -            | 11,67 | -   | 3,91           | -  | 75,10 / 100,00 |     |                |     |    |    |              |                |
| 1989 | 50,28   | 3       | 32,12  | 2      | 0,60         | -            | 12,81 | -   |                |    | 73,36 / 100,00 |     |                |     |    |    |              |                |
| 1993 | 50,01   | 3       | 25,62  | 1      | 1,21         | -            | 19,05 | 1   | 68,90 / 100,00 |    |                |     |                |     |    |    |              |                |
| 1997 | 44,46   | 3       | 38,73  | 2      | 0,39         | -            | 11,97 | -   | 72,68 / 100,00 |    |                |     |                |     |    |    |              |                |
| 2001 | 52,77   | 3       | (a)    | (a)    | 0,88         | -            | (a)   | (a) | 42,65          | 2  | 77,69 / 100,00 |     |                |     |    |    |              |                |
| 2005 | 60,75   | 3       |        |        | 1,47         | -            | 32,92 | 2   |                |    | 70,71 / 100,00 |     |                |     |    |    |              |                |
| 2009 | 51,69   | 3       | 6,31   | -      | 0,92         | -            | 37,87 | 2   | 65,35 / 100,00 |    |                |     |                |     |    |    |              |                |
| 2013 | 44,55   | 2       | (b)    | (b)    | 0,78         | -            | (b)   | (b) | 50,99          | 3  | 65,81 / 100,00 |     |                |     |    |    |              |                |
| 2017 | 43,75   | 2       | 1,97   | -      | 0,70         | -            | (b)   | (b) | 49,92          | 3  | 64,54 / 100,00 |     |                |     |    |    |              |                |
| 2021 | 40,04   | 2       |        |        | 0,31         | -            | (b)   | (b) | 52,16          | 3  | 4,18           | -   | 70,35 / 100,00 |     |    |    |              |                |

(a) O CDS-PP e o PS apoiaram a lista independente nas eleições de 2001.
(b) O CDS-PP e o PS apoiaram a lista independente "Pela Nossa Terra" nas eleições de 2013. Apenas o PS renovou esse apoio em 2017 e 2021.

### Eleições legislativas
| Data | %     | %     | %     | %     | %    | %     | %        | %     | %    | %     | %    | %   | %       | % | %  | %  |
| Data | CDS   | PSD   | PS    | UDP   | PCP  | AD    | APU/ CDU | FRS   | PRD  | PSN   | B.E. | PAN | PSD CDS | L | CH | IL |
| ---- | ----- | ----- | ----- | ----- | ---- | ----- | -------- | ----- | ---- | ----- | ---- | --- | ------- | - | -- | -- |
| 1976 | 46,94 | 35,33 | 9,69  | 0,85  | 0,40 |       |          |       |      |       |      |     |         |   |    |    |
| 1979 | AD    | AD    | 8,10  | 0,24  | APU  | 87,49 | 1,02     |       |      |       |      |     |         |   |    |    |
| 1980 | AD    | AD    | FRS   | 0,39  | APU  | 82,43 | 2,03     | 9,09  |      |       |      |     |         |   |    |    |
| 1983 | 40,77 | 36,47 | 15,86 | 0,15  | APU  |       | 0,71     |       |      |       |      |     |         |   |    |    |
| 1985 | 30,01 | 39,79 | 10,94 | 0,49  | APU  | 1,28  | 8,22     |       |      |       |      |     |         |   |    |    |
| 1987 | 15,93 | 65,49 | 7,54  | 0,25  | CDU  | 0,63  | 1,64     |       |      |       |      |     |         |   |    |    |
| 1991 | 12,30 | 63,77 | 15,94 |       | CDU  | 0,31  | 1,05     | 0,58  |      |       |      |     |         |   |    |    |
| 1995 | 16,52 | 47,10 | 30,35 | 0,42  | CDU  | 0,93  |          | 0,39  |      |       |      |     |         |   |    |    |
| 1999 | 19,62 | 49,33 | 26,68 |       | CDU  | 0,86  |          | 0,51  |      |       |      |     |         |   |    |    |
| 2002 | 13,22 | 60,10 | 22,04 | 0,70  | CDU  | 0,51  |          |       |      |       |      |     |         |   |    |    |
| 2005 | 10,05 | 48,24 | 33,11 | 1,14  | CDU  | 1,90  |          |       |      |       |      |     |         |   |    |    |
| 2009 | 17,37 | 45,78 | 26,11 | 1,09  | CDU  | 3,99  |          |       |      |       |      |     |         |   |    |    |
| 2011 | 17,04 | 54,95 | 18,91 | 1,15  | CDU  | 1,58  | 0,62     |       |      |       |      |     |         |   |    |    |
| 2015 | PSD   | CDS   | 25,19 | 1,58  | CDU  | 4,14  | 0,51     | 60,57 | 0,16 |       |      |     |         |   |    |    |
| 2019 | 7,81  | 42,34 | 33,33 | 1,30  | CDU  | 3,38  | 1,43     |       | 0,38 | 1,16  | 0,68 |     |         |   |    |    |
| 2022 | 3,40  | 43,70 | 37,02 | 0,48  | CDU  | 1,92  | 0,75     | 0,14  | 7,31 | 2,02  |      |     |         |   |    |    |
| 2024 | AD    | AD    | 23,85 | 46,23 | CDU  | 0,46  | 1,20     | 0,86  | 0,62 | 16,34 | 2,92 |     |         |   |    |    |